# 多弯瘿螨属
多弯瘿螨属（学名：Peralox）为大嘴瘿螨科的一个属。

## 下级分类
本属包括以下物种：
- 柘多弯瘿螨 Peralox cudraniae Kuang et Hong [1]